# ルリオーストラリアムシクイ
ルリオーストラリアムシクイ（Malurus cyaneus）はスズメ目オーストラリアムシクイ科の鳥類で、オーストラリア南東部で普通に観察される鳥である。オーストラリアの固有種。留鳥であり、なわばりを持ち、性的二型の程度が非常に高い。オスの繁殖羽は鮮やかな青色の冠羽、耳羽、片羽および尾羽をしており、顔は黒色で、のどは黒色もしくは濃紺色である。繁殖しないオス、メス、幼鳥は灰褐色である。このことは、すべての鈍い色の羽毛はメスであると受け取られ、そしてこの種が一夫多妻制であるという印象をすぐに与えるのである。2つの亜種が記録されている。より大きく濃い色のタスマニア亜種M. c. cyaneus、およびより小さく淡い色をした大陸亜種M. c. cyanochlamysである。
他のオーストラリアムシクイと同様に、ルリオーストラリアムシクイはいくつかの特徴的な行動の特性で注目すべき種である。この種は社会的な一夫一婦制であるが、一方で浮気性である。つまり彼らは、1羽のオスと1羽のメスでつがいを形成するが、お互いに他の個体と交尾を行い、そのような組み合わせから若鳥をくみ上げる手伝いさえするのである。オスは黄色の花びらを引き抜き、それをメスへ求愛行動の一つとして、見せる。
ルリオーストラリアムシクイは、まばらな灌木地や、適度な密度の森林地帯、草原地帯、ヒースや家の庭など隠れ場所となる密集した下層植生がある地域であれば、観察することができる。都会にもよく適応し、シドニーやキャンベラ、メルボルンの郊外でも普通に生息している。ルリオーストラリアムシクイは主に昆虫を食べ、補助食として種子も採食する。

## 分類
ルリオーストラリアムシクイはオーストラリアとニューギニアの低標高地においてみられるオーストラリアムシクイ属の12種のうちの一つである。属内において、ルリオーストラリアムシクイの近縁種はムラサキオーストラリアムシクイである。また、これら2種の“Blue wrens”（青いムシクイ類）はオーストラリアの北西部に生息するホオグロオーストラリアムシクイにも近縁である。キャプテン・ジェームズ・クックの第三次航海に参加した外科医で博物学者のウィリアム・アンダーソンは、1777年にタスマニア東部の沖を旅行している間、ブルニー島アドベンチャー湾において、最初のルリオーストラリアムシクイの標本を採集した。アンダーソンはこの種にMotacilla cyaneaという名をつけた。なぜなら、この種の尾は彼にヨーロッパのMotacilla （セキレイ）属を思い起こさせたからである。アンダーソンは彼の発見を発表する前に死亡したが、彼のアシスタントであるウィリアム・エリスが1782年にこの種を発表した。1816年にルイス・ジーン・ピア・ビエーユはMalurus属（オーストラリアムシクイ属）という現在の属に再分類した。
シドニーのポート・ジャクソン湾に第一船団が到着してまもなく、この種はSuperb Warbler（豪華なムシクイの意）という英名がつけられた。1920年代になり、Wren（ミソサザイの意）やWren-warbler（ミソサザイ-ムシクイの意）－これらはヨーロッパのミソサザイの名から来ている－やFairywrenという名がつけられた。この鳥はまたMormon Wren（モルモン教徒のミソサザイの意）という名でも呼ばれた。1個体の青い羽毛の鳥が多くの茶褐色の鳥（メスだと思われていた）を引き連れているのが観察されたからであるが、これらすべてが雌鳥であるというのは、不正確であった。
マレー川およびクーロン国立公園周辺地域のアボリジニ部族ンガリンジェリ族は、この種をWaatji pulyeri（タデ科植物の群落の中の小さなやつの意）と呼んでおり、Gunai族はこの種をDeeydgun（長い尾の小さな鳥の意）と呼んでいた。ルリオーストラリアムシクイとムナグロオーストラリアムシクイは、シドニー湾周辺で生活していたEora族およびDarug族にはmuruduwinとして知られていた。
他のオーストラリアムシクイ類と同じようにルリオーストラリアムシクイは本当のミソサザイとは近縁関係にない。1975年にオーストラリアムシクイ科と新たに分類される以前は、オーストラリアムシクイ類は旧世界のヒタキ類であるヒタキ科に分類され、のちにムシクイノ仲間であるウグイス科に分類されていた。さらに近年になり、DNA分析によりオーストラリアムシクイ科はミツスイ上科のミツスイ科とホウセキドリ科に近縁であることが示された。

### 亜種
現在は2亜種が確認されており、さらに将来にはDNA分析により再分類されると考えられている。
M. c. cyaneus1782年に発表された基亜種タスマニア亜種で、タスマニア沖およびバス海峡諸島で発見された。この種は大陸亜種よりも大きく、色が濃く、オスはより濃い瑠璃色をしている。濃い青色のキング島の亜種が、1901年にA.J.キャンベルによって亜種elizabethaeとして記述された。フリンダース島のこの亜種はキング島とタスマニア島の中間色をしている。リチャード・ショッデは1982年に、亜種elizabethaeを亜種cyaneusのもとに再分類した。
M. c. cyanochlamys1881年にリチャード・シャープにより発表された大陸亜種。一般にタスマニア亜種よりも小さく色が薄い。クイーンズランド産のオスは冠羽、耳羽、後頚が淡い銀青色である。

### 進化の歴史
鳥類学者のリチャード・ショッデ(en)は、1982年に研究論文の中でルリオーストラリアムシクイとムラサキオーストラリアムシクイの共通の祖先が南部に起源があると発表した。過去のいつかの時点で、南西部（ムラサキ）と南東部（ルリ）の集団に分かれた。南西部は南東部よりも乾燥しているが、かつては環境はより良く、ムラサキ型は内陸にまで分布域を広げることができた。東部では、ルリオーストラリアムシクイが、海水面が現在よりも低く大陸とタスマニア島が陸橋によりつながった氷河期にタスマニアへ分布を広げた。その後、海水面の上昇とともに孤立化し亜種cyaneusに分化した。バス海峡型はタスマニア島から孤立したが、より近年のことであり、亜種としての地位が確立されるには至らなかった。分子的研究によってはこの仮説は修正されるであろう。

## 形態
ルリオーストラリアムシクイは全長14 cm (5.5 in)、体重8–13 g (0.28–0.46 oz)で、オスは平均してメスよりも少し大きい。平均の尾の長さは5.9 cm (2⅓ in)で、同属内では最も短い。平均のくちばしの長さは、タスマニア亜種cyaneusで9 mm (0.4 in)、大陸亜種cyanochlamysで8 mm (0.3 in) であり、先端で狭く、基部で幅広い。くちばしは、基部でより幅広くなり、他の同じ環境で昆虫を探餌しつまみ上げることにより採餌する鳥と同じような形をしている。
他のオーストラリアムシクイ類と同様に、ルリオーストラリアムシクイは注目にあたいする性的二型を有する。オスは黒色や茶褐色と対照的な輝くような光沢のある青色の繁殖羽を持っている。光沢のある冠羽と耳羽は求愛ディスプレイ時によく目立つ。繁殖を行うオスは明るい光沢のある青色の冠羽、耳羽、後頚、尾羽、褐色の翼、黒色の喉、過眼線、胸部、くちばしを持つ。メス、若鳥および繁殖に参加しないオスは淡黄褐色で、下腹部はより明るい。メスおよび若鳥の尾羽は淡黄褐色で、繁殖に参加しないオスの尾羽は褐色みのある光沢のない青色である。メスと幼鳥のくちばしは茶色で、オスは第一回冬羽の後に黒色になる。未成熟のオスはふ化後の最初の繁殖期で繁殖羽を身につけるが、ときおり不完全で茶褐色であり、完全な繁殖羽を身につけるまでに1〜2年かかる。繁殖期後の秋に、両性とも換羽をし、オスは非繁殖羽であるエクリプスを身につける。冬または春になり、再び繁殖羽へと換羽を行う。繁殖中のオスの青い羽、特に耳羽は、小羽枝の表面が扁平になりねじれているために高度な構造色となっている。青い羽は紫外線光を強く反射し（場合によっては他のオーストラリアムシクイ類よりも強く）、色覚を知覚できるスペクトルの部分へ拡張している。
ルリオーストラリアムシクイの鳴き声によるコミュニケーションは社会性の群れの中で他の個体とのコミュニケーションやなわばりの誇示、防衛、外敵の威嚇に重要な役割を果たしている。基本のもしくはタイプIと呼ばれる鳴き声は、1秒あたり10〜20回の短い要素からなる一節が1〜4秒の高い音程の鳴き声である。オス、メスともにこのタイプで鳴く。また、オスは独特の歌詞のようなTypeIIと呼ばれるさえずりを行う。これは外敵（一般的にハイイロモズガラス（Cracticus torquatus）であるが）が来た場合に使われる声である。他の近くの個体からの返答を導き出さないこの行動の目的はまだ知られていない。警戒声ではないが、事実として、声を発しているオスの位置を外敵に与えているのである。これはオスの元気さを誇示しているものとされるが、確実ではない。ルリオーストラリアムシクイの警戒声はchit（チッ）という鋭い簡潔な一節であり、例外なく外敵が来たことを小鳥たちに理解される。メスは抱卵している間、purr（プァッ）という声を発する。

## 羽毛の変異

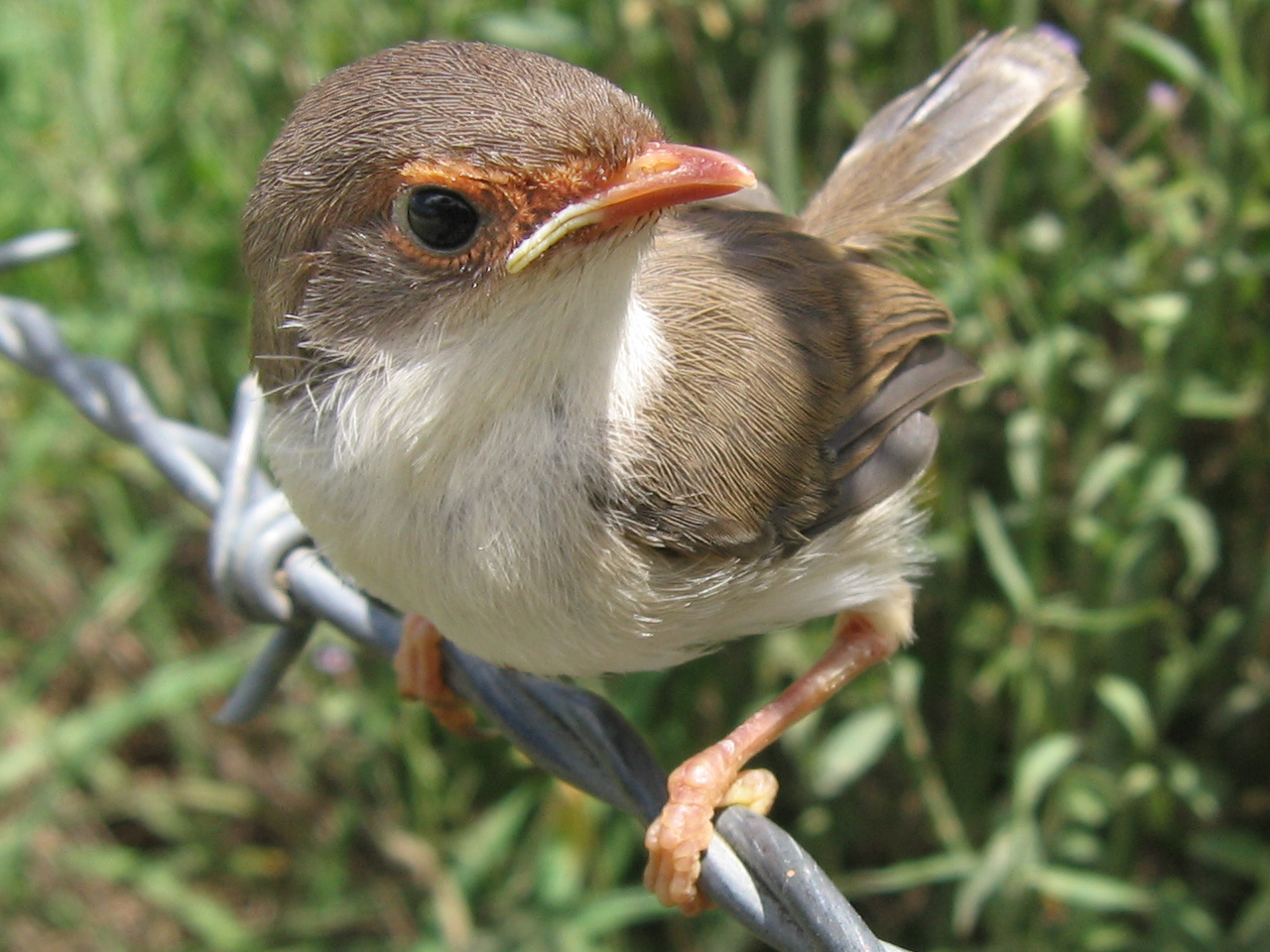
幼鳥 大陸亜種M. c. cyanochlamys
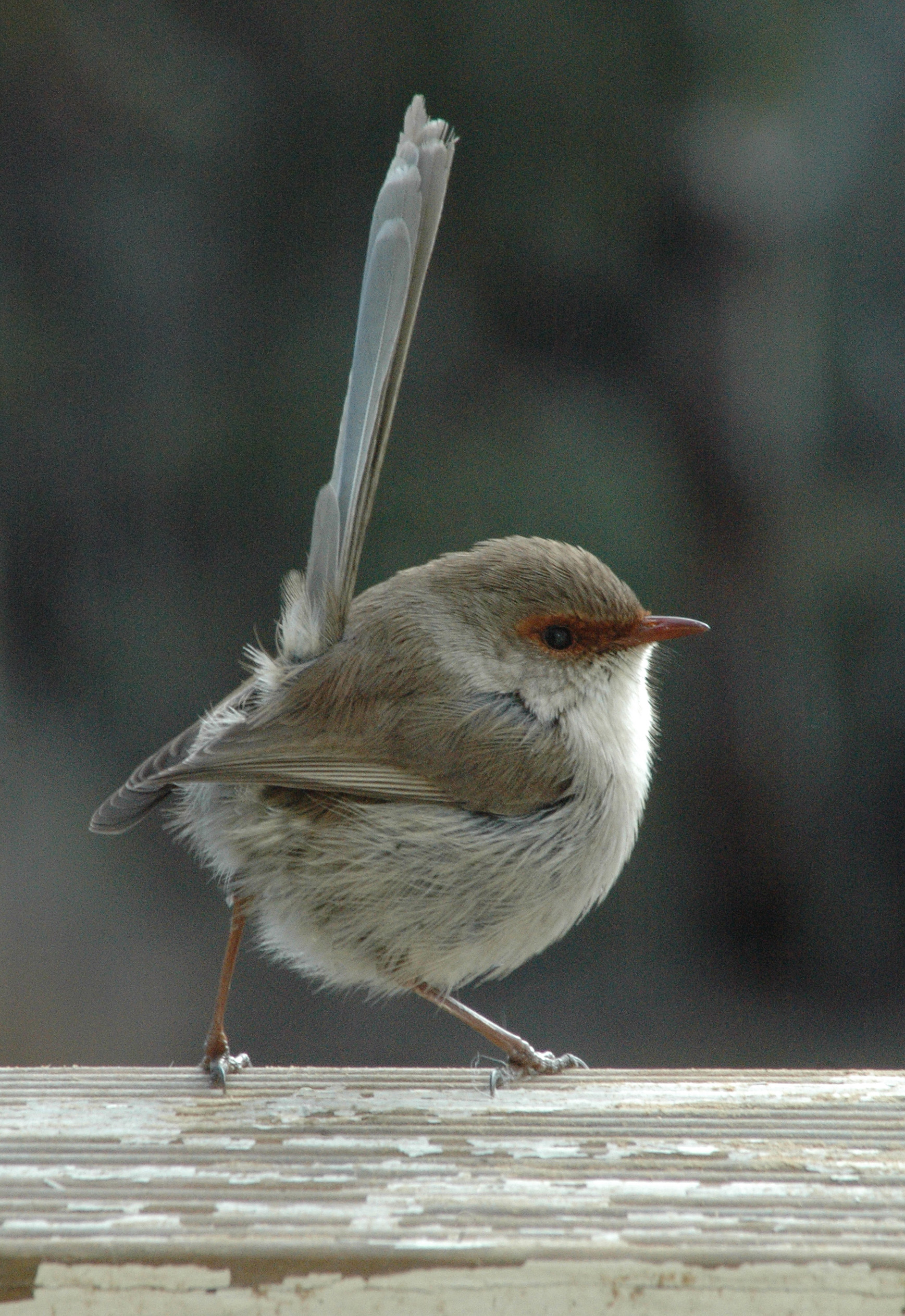
目の周囲が朱色の成鳥メス タスマニア亜種 M. c. cyaneus
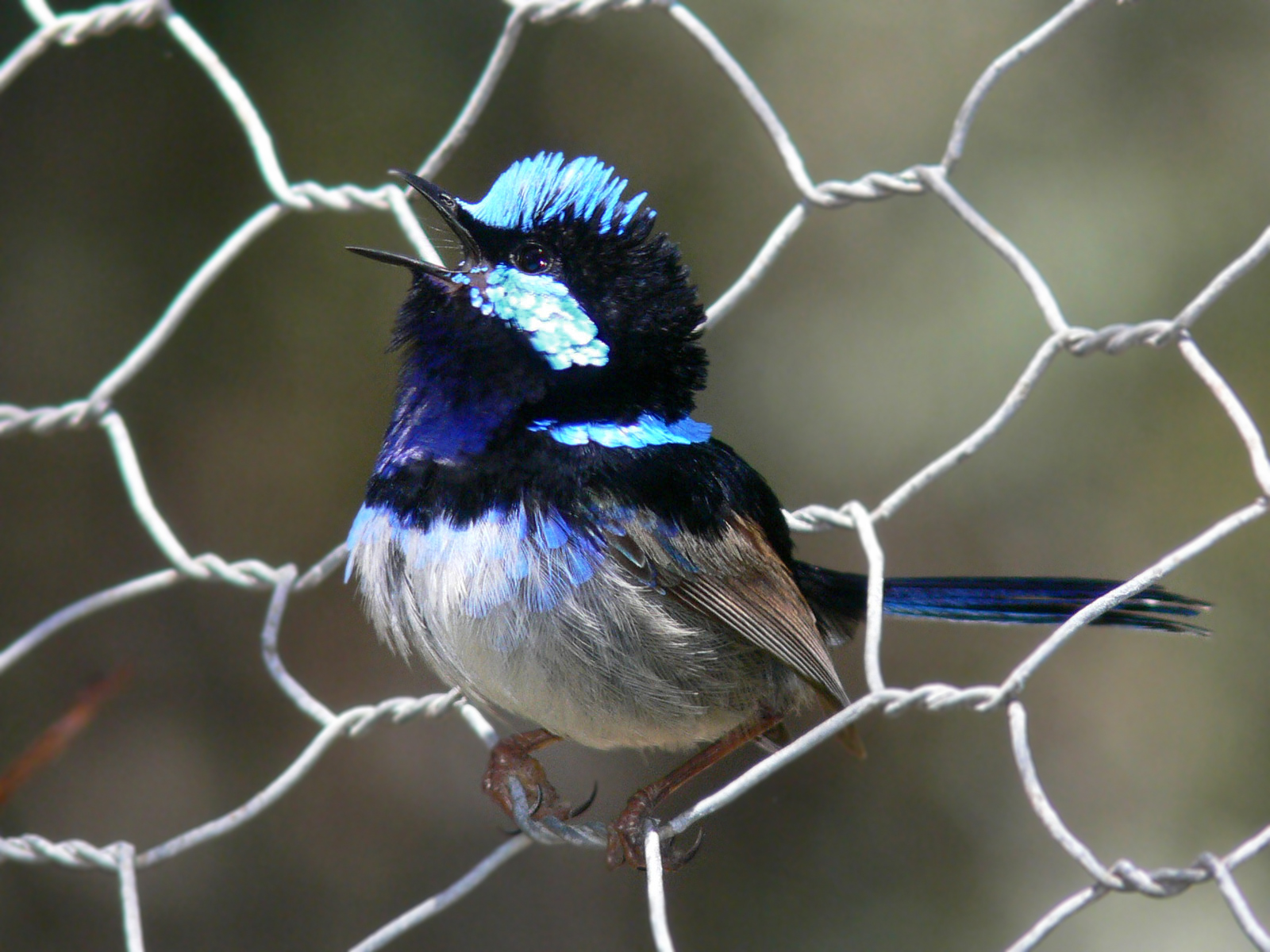
さえずりをするオス 大陸亜種 cyanochlamys
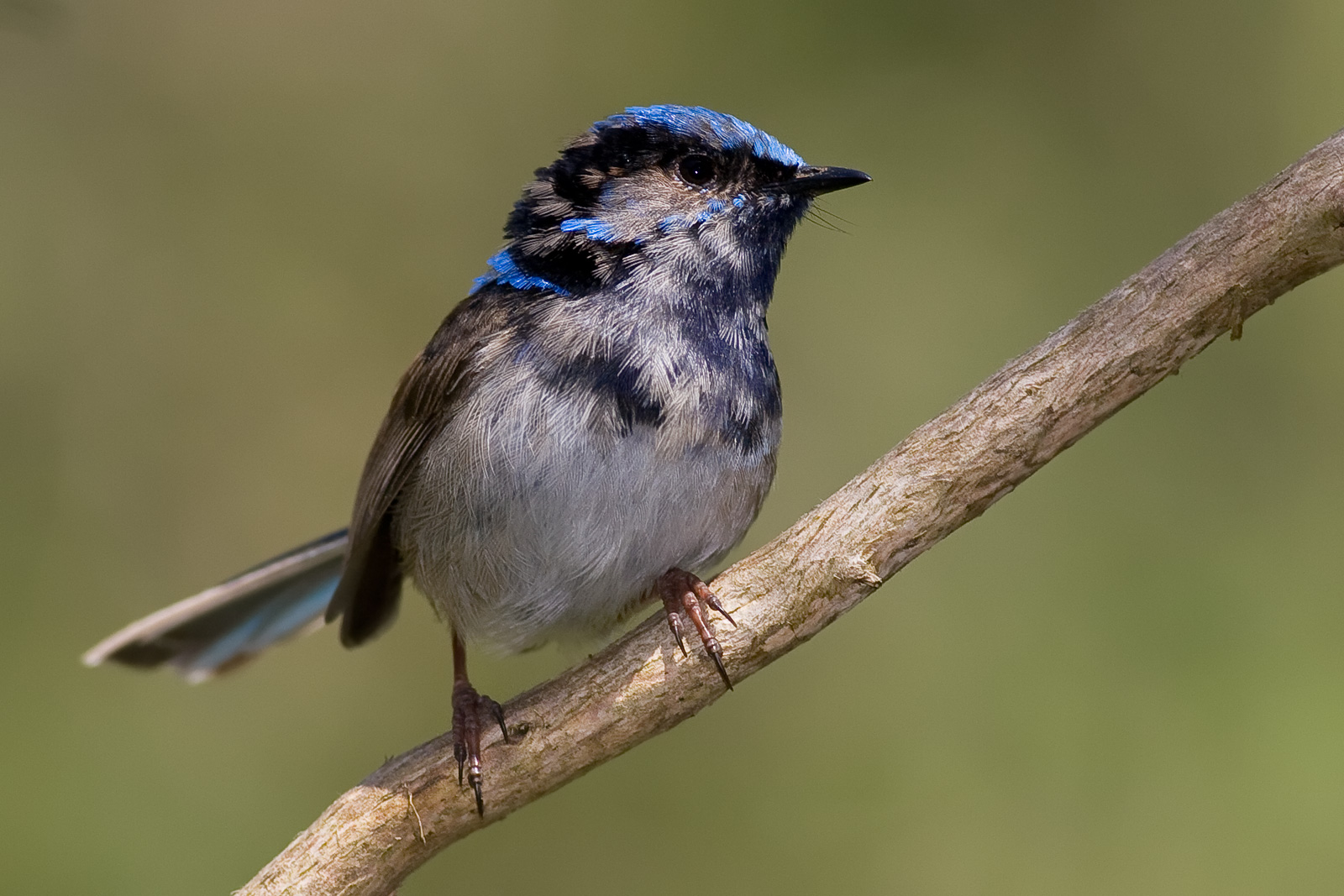
繁殖羽へ冠羽中の5年目のオス。 タスマニア亜種 M. c. cyaneus

## 分布および生息地
ルリオーストラリアムシクイは湿潤な環境を好み、大陸南東部、アデレードやカンガルー島を含む南オーストラリア州の南東から、エアー半島、ビクトリア州、タスマニア島を経由し、ニューサウスウェールズ州の東部、クイーンズランド州ブリスベンエリア、ドーソン川北部やブラッカル西部の付近まで分布している。
シドニー、メルボルン、キャンベラ郊外では普通に見られる鳥である。
一般的に下層植生が良く発達した林の周辺で見られ、都市にも適応し、土着の植物が育っている場所であれば、庭や都市公園でもみられる。
オーストラリアで外来種であるランタナは開発された地域において、よい隠れ家を提供しており、移入種であり侵略的外来種のブラックベリーも同様である。他のオーストラリアムシクイ類とは違い、都市環境から利益を享受し、キャンベラのオーストラリア国立大学の研究によると、外来種であるイエスズメを打ち負かすほどである。
ルリオーストラリアムシクイのコロニーは、シドニーの中心地にあるハイド・パーク（Hyde Park）やロイヤル・ボタニック・ガーデンズ（Royal Botanic Gardens）で見ることができる。逆に良く発達した森林や高地には分布しない。マツ類やユーカリの植林地においても、下層植生を欠くため、適していない。

## 生態

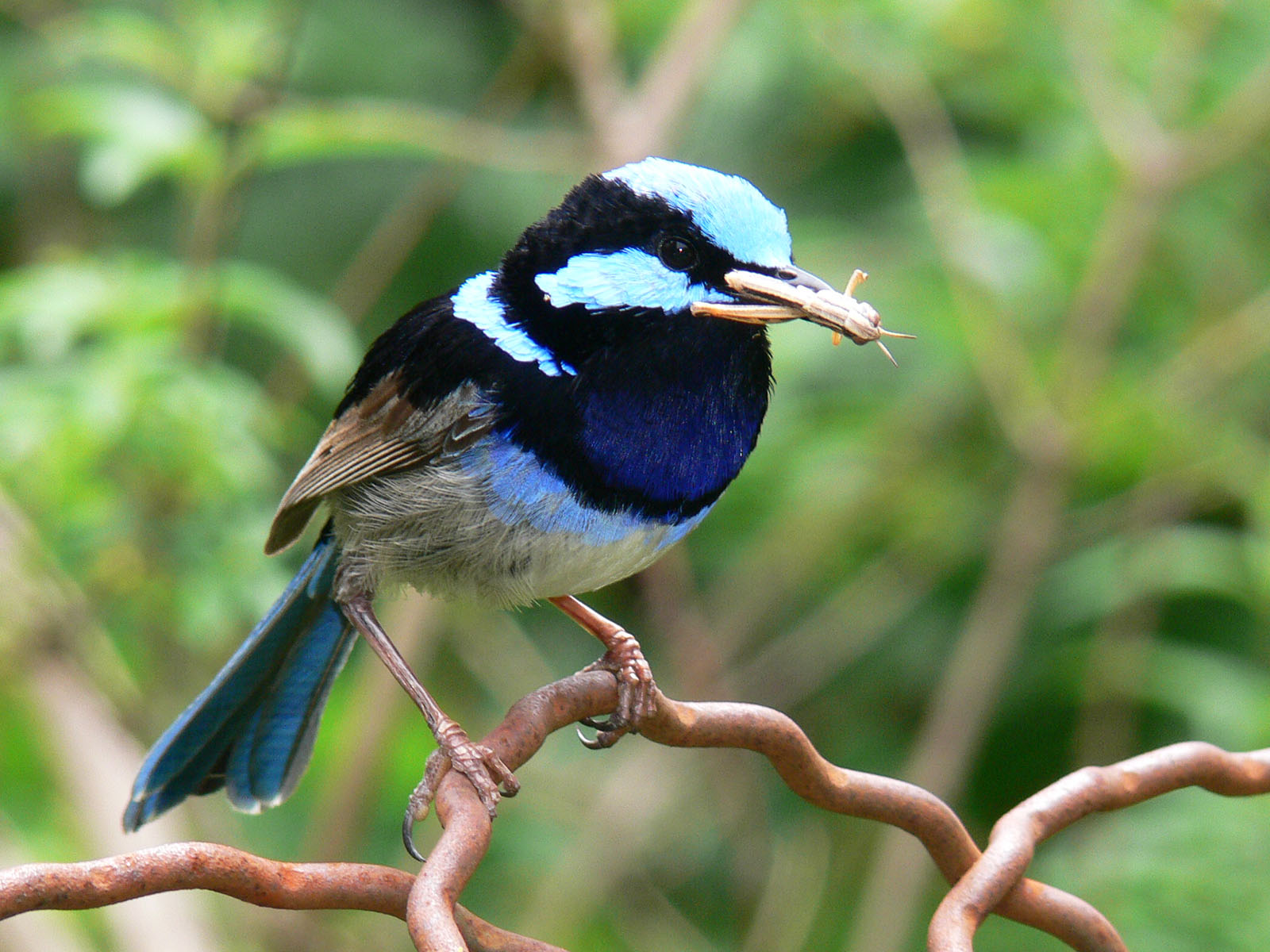
バッタを捕らえた繁殖羽のオス
大陸亜種 cyanochlamys

他のオーストラリアムシクイ類と同様に、ルリオーストラリアムシクイは活動的で、特にシェルターの近辺の開けた地上や下層植生で休みなく採餌する。動作は、長い尾を通常は上に向け、ときおり水平にしバランスを取りながら、軽快に飛び跳ねる。短く丸みのある翼は最初に飛び立つ時に揚力を効率よく与え、短い距離を飛ぶのに適しており、長距離の飛翔にはむいていない。春から夏にかけて、日中により活動的になり、鳴きながら他の個体とともに採餌を行う。昆虫は多量におり、探餌の合間に休めるほどに捕まえるのはたやすい。群れは暑い日中の間にやぶの中に避難し休息する。冬の間食料を見つけることは難しく、日中も絶え間なく採餌することが求められる。
ルリオーストラリアムシクイは共同で繁殖を行う種であり、3〜5羽のつがいや群れは一年中小さななわばりを管理し、防衛する。群れはなわばり内で生まれた1〜数羽のオスやメスのヘルパーとともに社会的な群れを構成する。この群れでなわばりを防衛し、若鳥への給餌や養育を協力し合う。群れ内の個体はお互いに寄り合いながらねぐらに着いたり、お互いに羽繕いをしあう。
主な天敵は、カササギフエガラス、モズガラス類（Cracticus spp.）、ワライカワセミ、フエガラス類（Strepera spp.）、カラス類（Corvus spp.）、モズツグミ類（Colluricincla spp.）や、移入種であるアカギツネ、ネコ、クマネズミなどがあげられる。
ルリオーストラリアムシクイは若鳥がいる巣の近くに外敵が来た場合、外敵の注意を惹きつけるために'Rodent-run'ディスプレイを行う。頭や首、尾を低く保ち、翼を広げ、羽毛を逆立たせながら、素早く走り、警戒声を続けて鳴く。

### 食性

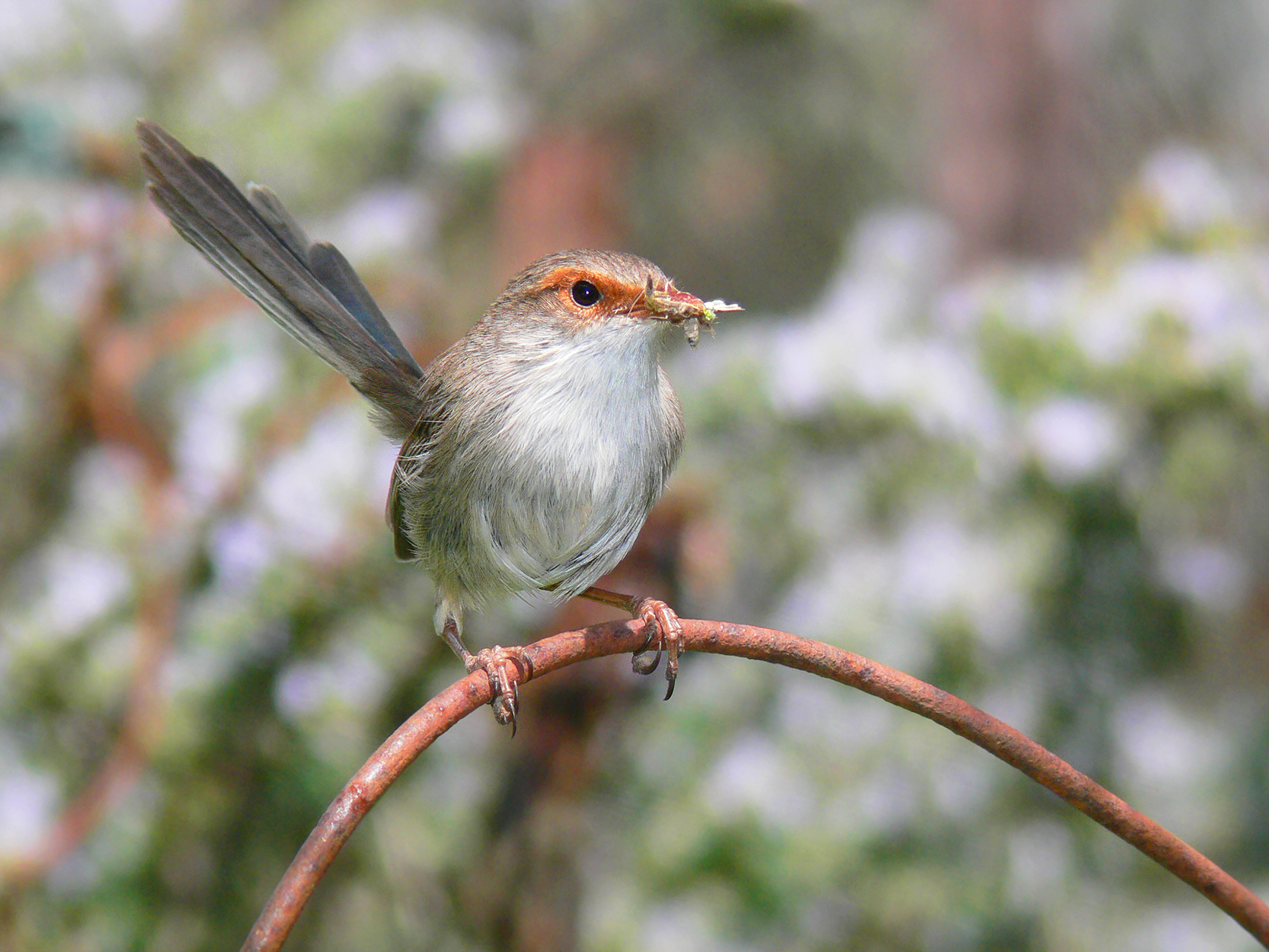
バッタを捕らえたメス
大陸亜種 cyanochlamys

ルリオーストラリアムシクイは主に昆虫食である。アリ、バッタ、カメムシ、ハエ、ゾウムシや様々な幼虫など小さな生き物、主に昆虫を幅広く捕食する。また同様に小さな種や花、果実なども採食する。'hop-searching'（ぴょんぴょんと跳び回りながら探餌する方法の意）と定義される彼らの採餌方法は、地上や2m以下の灌木の中で行われる。
この採餌行動はこの種に対し外敵から狙われる危険があるために、お互いに近い距離を保ちながら、グループで採餌を行う。冬の間の餌が乏しくなる時に、アリは食料の高い割合を占める重要な食料である。成鳥と比べて幼鳥は幼虫やバッタのような大きめの餌を給餌される。

### 求愛ディスプレイ

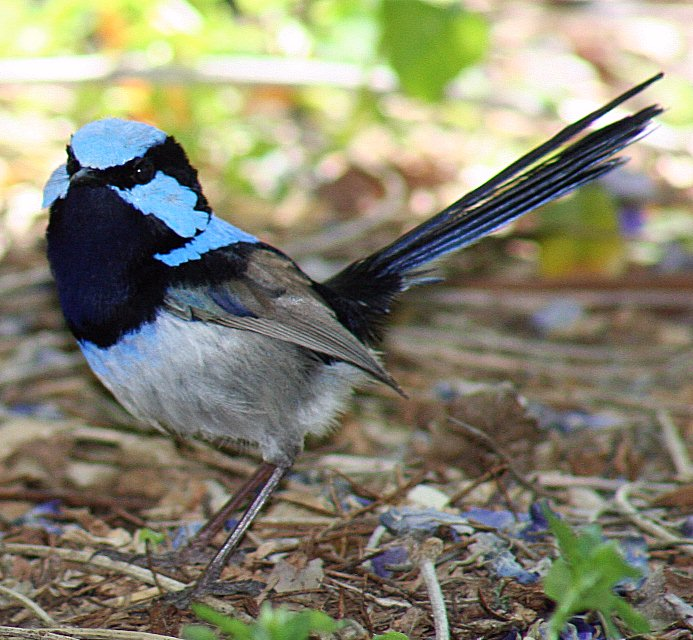
オスの求愛行動。顔の羽をたてるようにしている。
大陸亜種cyanochlamys

ルリオーストラリアムシクイのオスによる求愛ディスプレイがいくつか記録されている。タツノオトシゴ(seahorse)のようにうねるような行動から名付けられた'sea horse flight'（タツノオトシゴ飛翔の意）はそのようなディスプレイの一つである。この不自然な飛翔の間、オスは首を膨らませ、頭部の羽毛を立たせながら、水平から垂直に体を傾かせ、そしてゆっくりと下降し、地上に降り立った後に羽を素早く打ちながら飛び跳ねる。'face fan'ディスプレイは活動的で性的なディスプレイの一部としてみられる。これは、青色の耳羽を逆立てるようにすることにより、大きく見せる行動である。
繁殖期の間、この種やオーストラリアムシクイ類のオスは、羽毛とのコントラストを際立たせるために黄色の花びらをくわえ、メスにそれを見せびらかす。花びらは、求愛ディスプレイの一部であり、オスから、なわばり内や他のなわばりのメスにプレゼントされる。
繁殖期以外でも、オスはときおり、自身を売り込むためと考えられているが、なわばり外のメスへ花びらを見せることがある。
オーストラリアムシクイ類は一夫一婦制であるが、同時に浮気性でもある。つがいは生涯にわたり同じであるが、オスもメスも、普段から他の個体と交尾を行う。つまり、若鳥の一部は、群れ外からやってくるオスが父親となっていることがあるのである。若鳥は常に単独のつがいによって育てられるわけではなく、他のつがいの補助をしているメスと交尾をした他のオスとともに育てられる。

### 繁殖

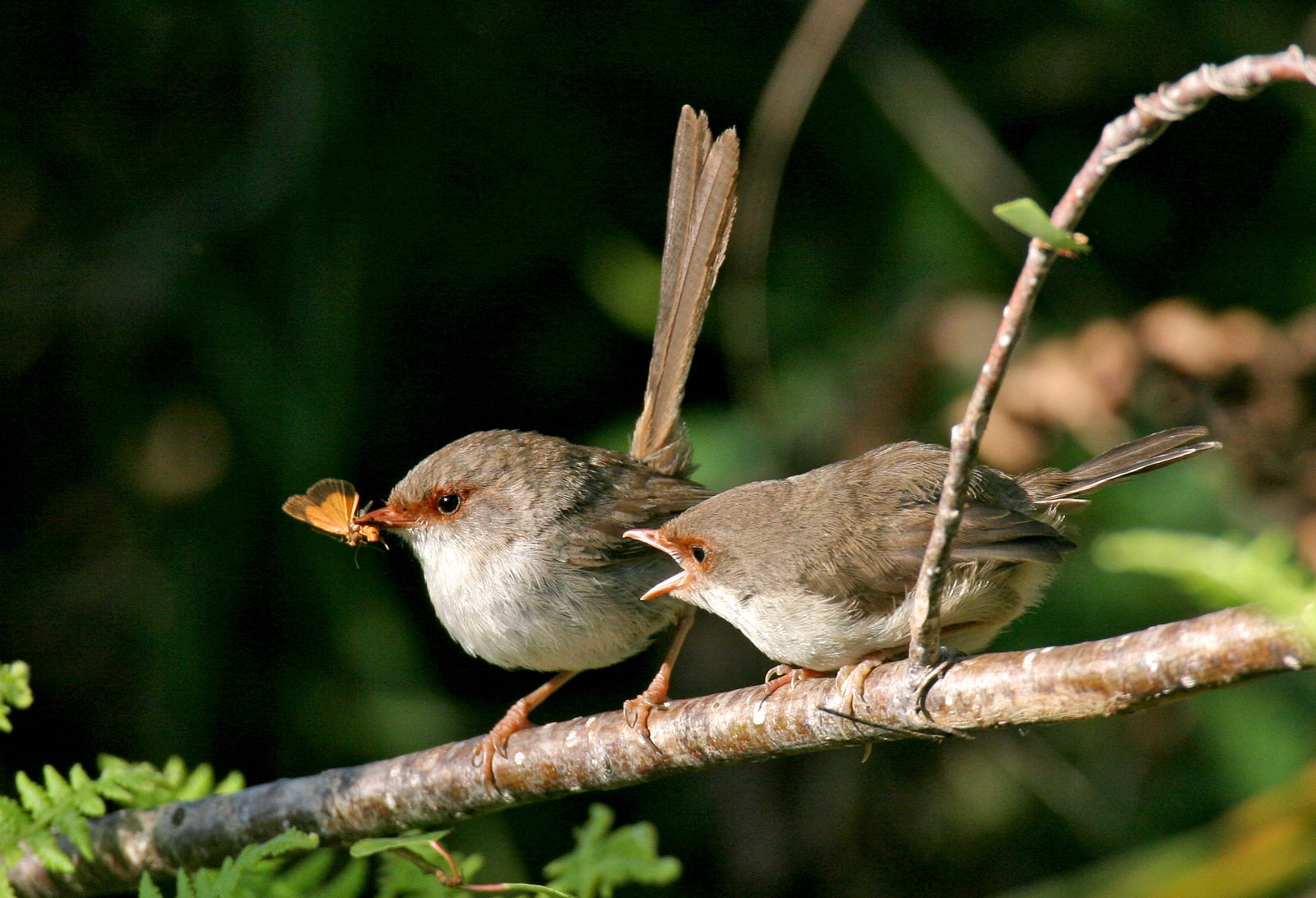
メスと餌をねだる幼鳥。シドニー、ノーザン・ビーチにて

繁殖は春から晩夏にかけて行われる。円形のドーム状の巣を、密な植生の中の地上から約1mの所に長細い草やクモの巣を粗く編んで作られ、巣の入り口は通常は地上に近い側に作られる。繁殖期の間に、2〜数回産卵が行われ、1回につき3〜4個の赤茶色の斑のあるくすんだ白色の卵が産卵される。大きさは約112 x 16 mm (0.45 x 0.6 in)。14日間抱卵された後、24時間以内に孵化する。新生児は目が開いておらず、赤くて羽毛はないが、すぐに羽毛が生え褐色となる。目は5〜6日中に開き、10日目までには羽毛が生えそろう。10〜14日間、群れ全体で給餌や糞の排出を行う。巣立ちビナは40日目までに自分で採餌できるようになるが、他の群れへ移るか、群れを占有できる地位を引き継ぐまでの1年から数年の間、ヘルパーとして家族の群れに残る。
この役割の中で、若鳥は兄弟に給餌、保護し、カッコウ類や外敵を追い払う。ルリオーストラリアムシクイはマミジロテリカッコウ(Chrysococcyx basalis)や、稀にヨコジマテリカッコウ(C. lucidus)、ウチワヒメカッコウ(Cacomantis flabelliformis)の宿主とされることがある。

## 文化的描写
ルリオーストラリアムシクイはBird Observation & Conservation Australia（オーストラリア野鳥観察保護協会）のエンブレムとして使われている。1999年8月12日に、ムラサキオーストラリアムシクイを描かれるはずだったオーストラリア郵便公社の45セントの切符付き封筒に、誤ってルリオーストラリアムシクイが描かれた。この種の呼び名として知られるBlue Wrenが1964年に発表された以前の2s.5d.切手に、10進法の通貨の出現までの間、描かれていた。